# 미윈 저수지

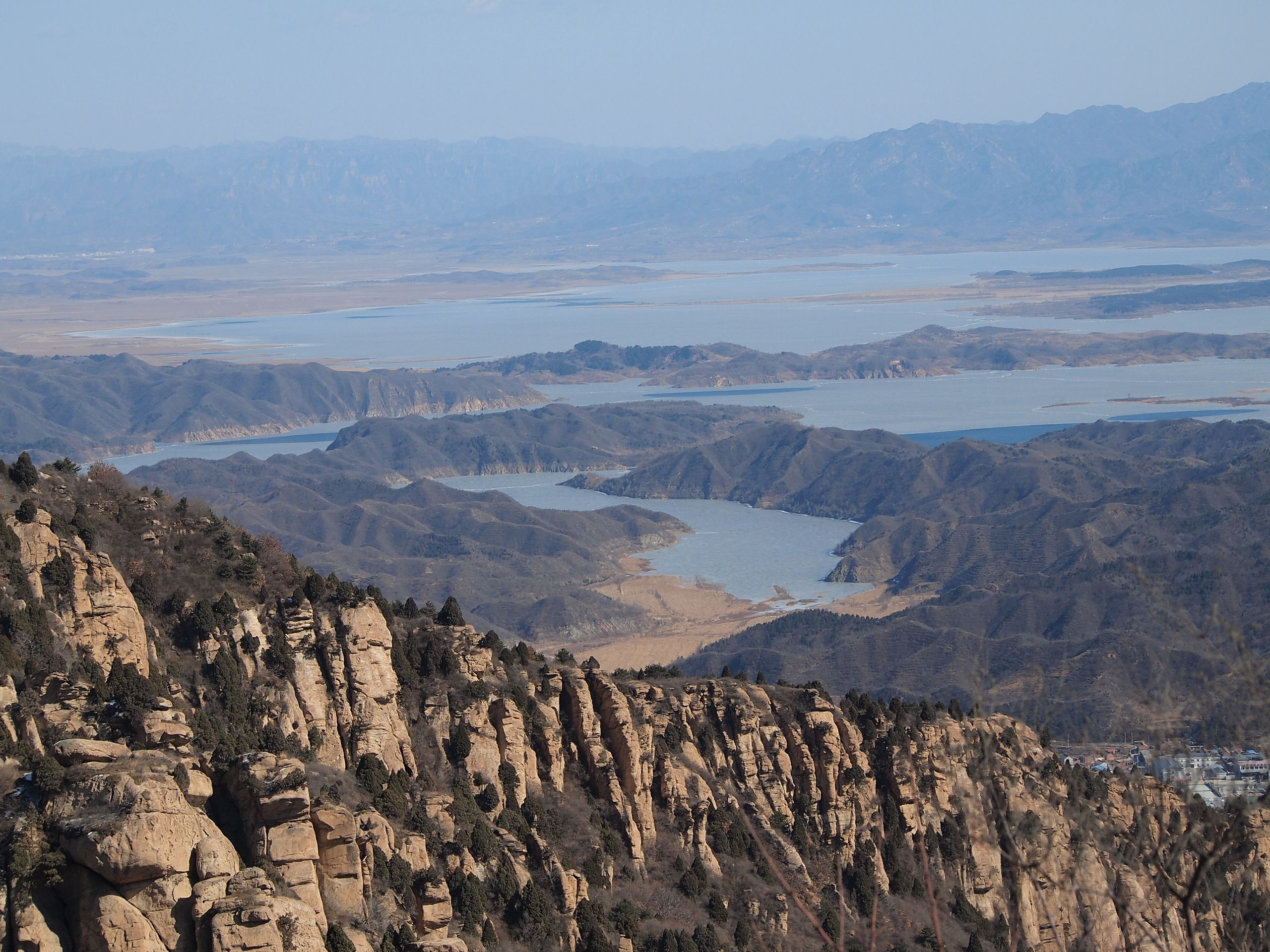

미윈 저수지(密云水库)는 베이징시 미윈구에 있는 대규모 저수지로 백하(白河)와 조하(潮河) 두 강이 흐른다. 미윈 저수지는 1958년 9월 1일에 착공했고 장광두(张光斗)의 지도 하에 공사가 이뤄졌으며 1960년 9월 1일 완공됐다. 미윈 저수지는 화베이에서 가장 큰 종합적인 수자원 보호 계획으로 베이징에 용수를 공급한다. 면적은 180km2, 저수량은 40억m3, 평균 수심 30m다.